# José Guabloche Rodríguez
José Francisco Guabloche Rodríguez (Iquitos, 18 de julio de 1922-Lima, 1982) fue un militar y político peruano. General del Ejército del Perú. Fue ministro de Educación de 1978 a 1980, durante el gobierno militar del general Francisco Morales Bermúdez.

## Biografía
Nació en Iquitos, siendo sus padres José Francisco Ramírez y Benjamina Rodríguez de Guabloche. Cursó sus estudios escolares en el Colegio Nacional de Iquitos.
Ingresó a la Escuela Militar de Chorrillos, de donde se graduó con honores, como subteniente de Artillería. Completó su formación profesional en la Escuela Superior de Guerra del Ejército y en el Centro de Altos Estudios Militares (CAEM).
Ejerció como profesor de inteligencia en las diversas ramas de las Fuerzas Armadas, así como en la Policía Nacional.
Durante el primer gobierno de Fernando Belaunde Terry fue ascendido al grado de coronel de Artillería, por resolución legislativa del Congreso, de febrero de 1967.
En el gobierno del general Juan Velasco Alvarado fue viceministro de Educación, durante las gestiones de los generales Alfredo Arrisueño Cornejo y Alfredo Carpio Becerra.
Fue también jefe del Instituto Nacional de Administración Pública (INAP); subjefe de Estado Mayor General del Ejército; y comandante general de la Octava División Ligera. En el ámbito privado fue gerente de la Librería Studium.
Durante el gobierno del general Francisco Morales Bermúdez fue ministro de Educación, de 16 de setiembre de 1978, hasta el término de dicho régimen, que ocurrió el 28 de julio de 1980, cuando se dio pase a la reapertura democrática.
Durante su gestión ministerial se recuperó el curso de Historia del Perú como asignatura independiente en la currícula escolar, lo que se mantuvo a lo largo del segundo gobierno de Fernando Belaunde Terry, hasta que bajo el primer gobierno de Alan García y siendo ministra del ramo la señora Mercedes Cabanillas, se volvió a fundir dicho curso en Ciencias Sociales.